# Heavy Metal
Heavy Metal (englisch für ‚Schwermetall‘, Abk.: Metal) ist eine Stilrichtung des Metal, deren Ursprünge im Hard Rock, Bluesrock und Psychedelic Rock in den 1970er und 1980er Jahren liegen.

Zusammen mit der gängigen Abkürzung „Metal“ liegt eine Doppelbedeutung des Begriffs vor. Bedingt durch kontinuierliche Weiterentwicklung und die teilweise Verschmelzung mit anderen Musikstilen, können mit der Bezeichnung Heavy Metal exklusiv die traditionellen Varianten des Metals der 1970er und 1980er Jahre gemeint sein. Jedoch kann Heavy Metal analog zum verkürzten Begriff Metal auch als Überbegriff aller verschiedenen Subgenres des Metal benutzt werden. Insbesondere bei älteren Vertretern der Fanschaft wird diese Art noch relativ häufig verwendet.

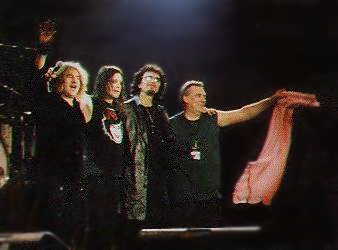
Black Sabbath (1999)

## Entstehung und Entwicklung
Heavy Metal stellt hinsichtlich der Härte und Intensität sowie dessen Spielweisen eine Weiterentwicklung des Hardrocks der späten 1960er Jahre/frühen 1970er Jahre dar. Als bekannte Wegbereiter gelten Bands wie Led Zeppelin und Deep Purple, die den damaligen Hardrock auf immer härtere Formen trieben. Allen voran die Alben Led Zeppelin II (1969) und Deep Purple in Rock (1970) gelten als stilbildend. Die Musik dieser Bands ist noch nicht vollständig dem Heavy Metal zuzurechnen, da sie noch im traditionellen Bluesrock, Progressive Rock oder Psychedelic Rock verwurzelt ist.
Als erste richtige Metalband wird heutzutage die aus Birmingham stammende Band Black Sabbath angesehen, welche 1970 ihr Debütalbum Black Sabbath veröffentlichten. Black Sabbath spielten einen deutlich dunkleren und schweren Sound und erreichten damit große Erfolge. Als frühe und exemplarische Aufnahme dieser Zeit gilt auch Heavy Metal Kids der deutschen Gruppe Kraftwerk.
Angetrieben durch den Erfolg Black Sabbaths bildeten sich in den späten 1970er/frühen 1980er Jahren zunächst in England Bands wie Iron Maiden, Saxon, Samson oder Angel Witch, die den frühen Urmetal noch härter und schneller machten. Das Aufkeimen dieser neuen Bands wird allgemein als New Wave of British Heavy Metal bezeichnet. Ebenso hatten Bands wie Motörhead und Judas Priest extremen Einfluss auf ihre Entwicklung, waren aber aufgrund ihrer Hardrockwurzeln und ihrer Entstehung, die vor der New Wave of British Heavy Metal lag, kein direkter Teil dieser.
Die ersten Bands in Deutschland, die eine überregionale bis internationale Wahrnehmung unter dem Label Heavy Metal genossen, waren Accept, die Scorpions und Trance. Im Zuge des Erfolgs der NWoBHM traten in der zweiten Welle Anfang der Achtziger weitere Bands wie Grave Digger, Running Wild, Warlock oder Stormwitch in die Öffentlichkeit.
Ausgehend von dem Heavy Metal von Black Sabbath und der New Wave of British Heavy Metal entwickelten sich ab Mitte der 1980er Jahre die Subgenres Speed Metal, Thrash Metal und Death Metal, sowie später alle anderen Metal-Subgenres wie Black Metal, Power Metal, Symphonic Metal, Pagan Metal etc.

## Herkunft des Begriffs

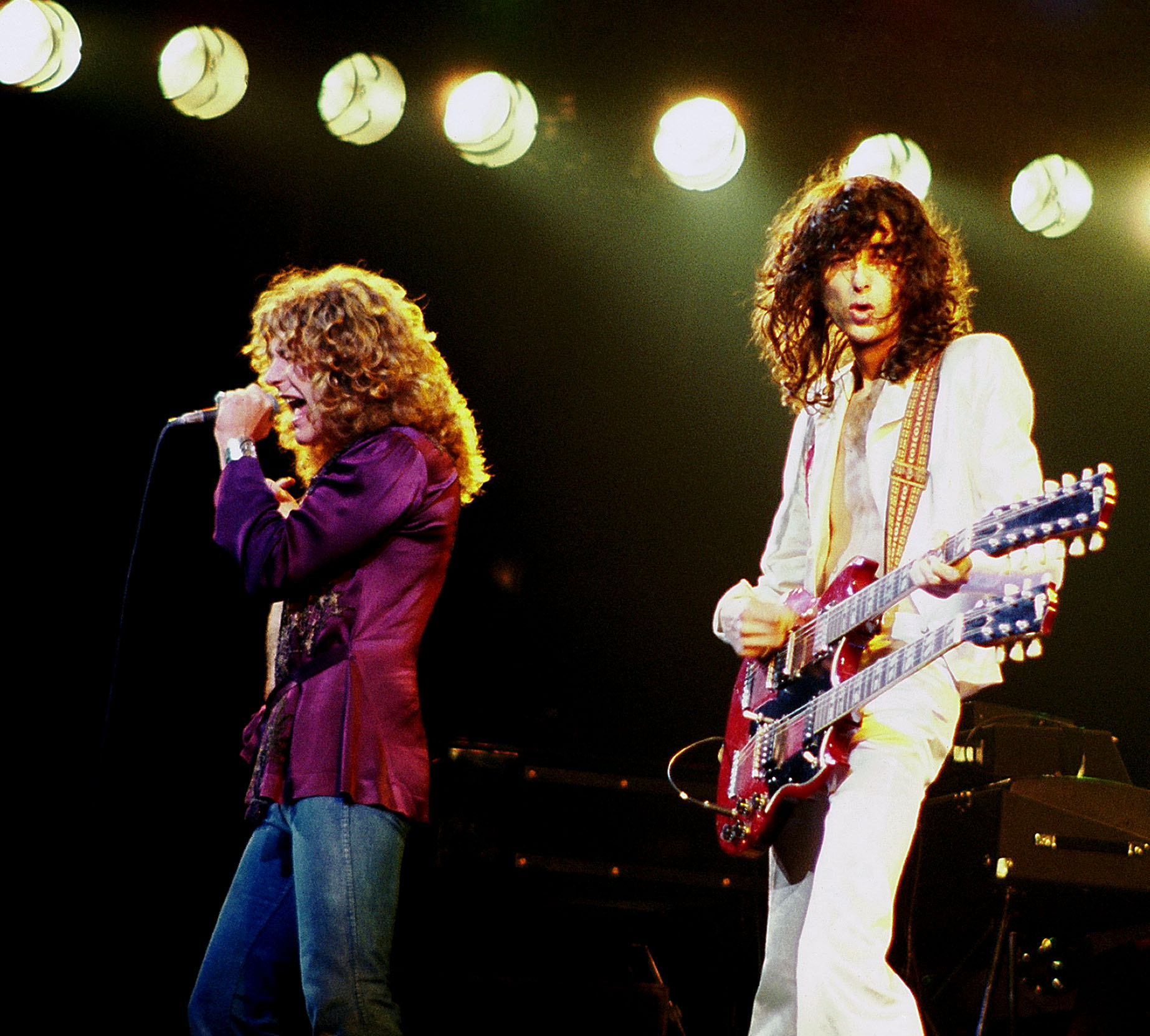
Led Zeppelin (1977)

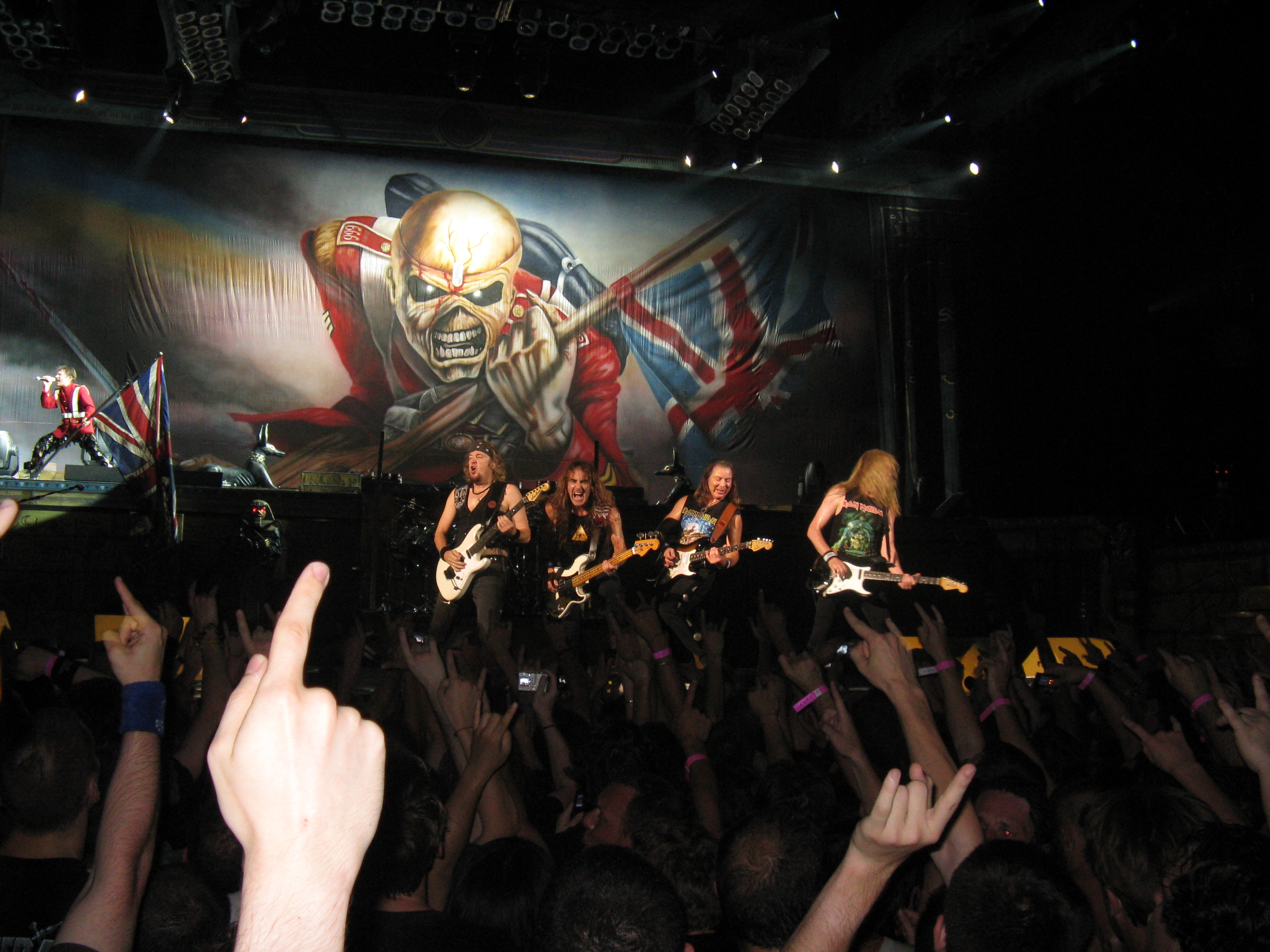
Iron Maiden (2008)

Die Herkunft des Ausdrucks Heavy Metal im musikalischen Kontext ist nicht bekannt. Eine frühe Verwendung im populärkulturellen Kontext findet sich 1962 im Roman The Soft Machine des Gegenkulturautors William S. Burroughs mit der Figur Uranian Willy, the Heavy Metal Kid. In seinem nächsten Buch Nova Express von 1964 entwickelte er heavy metal weiter als Metapher für Suchtmittel.

“With their diseases and orgasm drugs and their sexless parasite life forms – Heavy Metal People of Uranus wrapped in cool blue mist of vaporized bank notes – And the Insect People of Minraud with metal music.”

Angesichts der Veröffentlichungsdaten seiner Werke ist es zwar unwahrscheinlich, dass Burroughs den Ausdruck auf Rockmusik beziehen wollte, jedoch hat er möglicherweise die spätere Entwicklung des Namens beeinflusst.
Im Text des bekannten Lieds Born to Be Wild der amerikanischen Band Steppenwolf taucht der Ausdruck Heavy Metal im Jahr 1968 als Teil des Ausdrucks heavy metal thunder auf:

“I like smoke and lightning

Heavy metal thunder

Racin’ with the wind

And the feelin’ that I’m under”

Der Musikstil selbst kann aber noch nicht als Heavy Metal bezeichnet werden. Das Stück stellte in den Anfangstagen die Verbindung von schweren Motorrädern und deren Klang (im Text als „heavy metal thunder“ umschrieben), harter Gitarrenmusik und einem Gefühl von Freiheitsdrang und Unangepasstheit her.
Das englische Buch The History of Heavy Metal behauptet, der Name entstamme dem Hippie-Jargon, wo heavy sich auf eine intensive starke Stimmung beziehe, während metal diese Stimmung weiter spezifiziere als zermalmend und schwer wie Metall. Andere Quellen führen den Begriff auf die englische Presse zurück, welche die Musik der Band Black Sabbath schon früh als „Heavy Metal“ bezeichnet haben soll, da die vier Mitglieder der Band teilweise aus der englischen Stahlindustrie-Stadt Birmingham bzw. der Umgebung der Stadt kamen.

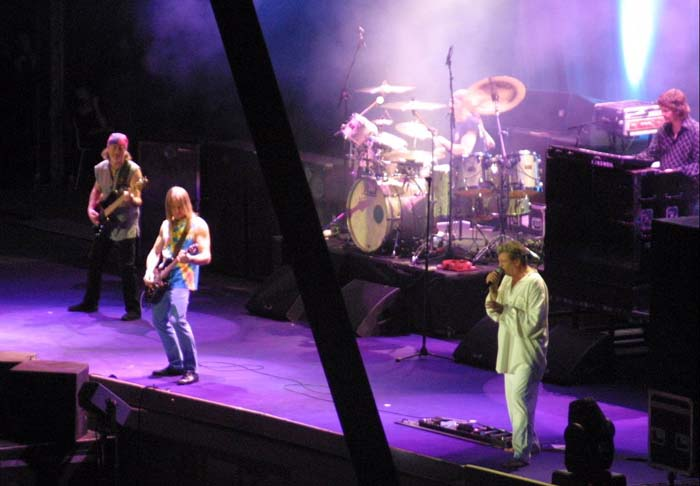
Deep Purple (2003)

Das Wort heavy im Sinne von ernst oder tiefgründig war bereits früher ein Teil des Slangs der Beatnik- und Gegenkultur geworden und Verweise auf heavy music – typischerweise langsamere, intensiver verstärkte Variationen der normalen Popmusik – waren bereits verbreitet. In der Tat erklärte die Band Iron Butterfly ihren Namen mit Bezug darauf: „Iron – symbolic of something heavy as in sound, Butterfly – light, appealing and versatile […] an object that can be used freely in the imagination“. Ihr Debüt von 1968 trug den Titel Heavy. Dass Led Zeppelin mit ihrem Namen – der sich auf Keith Moons Scherz bezog, sie würden „untergehen wie ein bleierner Ballon“ – auf ein Schwermetall anspielten, hat diesem Ausdruck höchstwahrscheinlich den Weg geebnet.
Einige vermuten den geographischen Ursprung des Ausdruckes im englischen Industrierevier Birmingham, in dessen Umfeld sich Bands wie Led Zeppelin, The Move oder Black Sabbath gründeten.
Sandy Pearlman, Produzent, Manager und Songwriter (Texter) von Blue Öyster Cult, behauptet, das Wort heavy metal im Jahr 1970 zum ersten Mal als Begriff für ein Genre der Rockmusik angewendet zu haben.

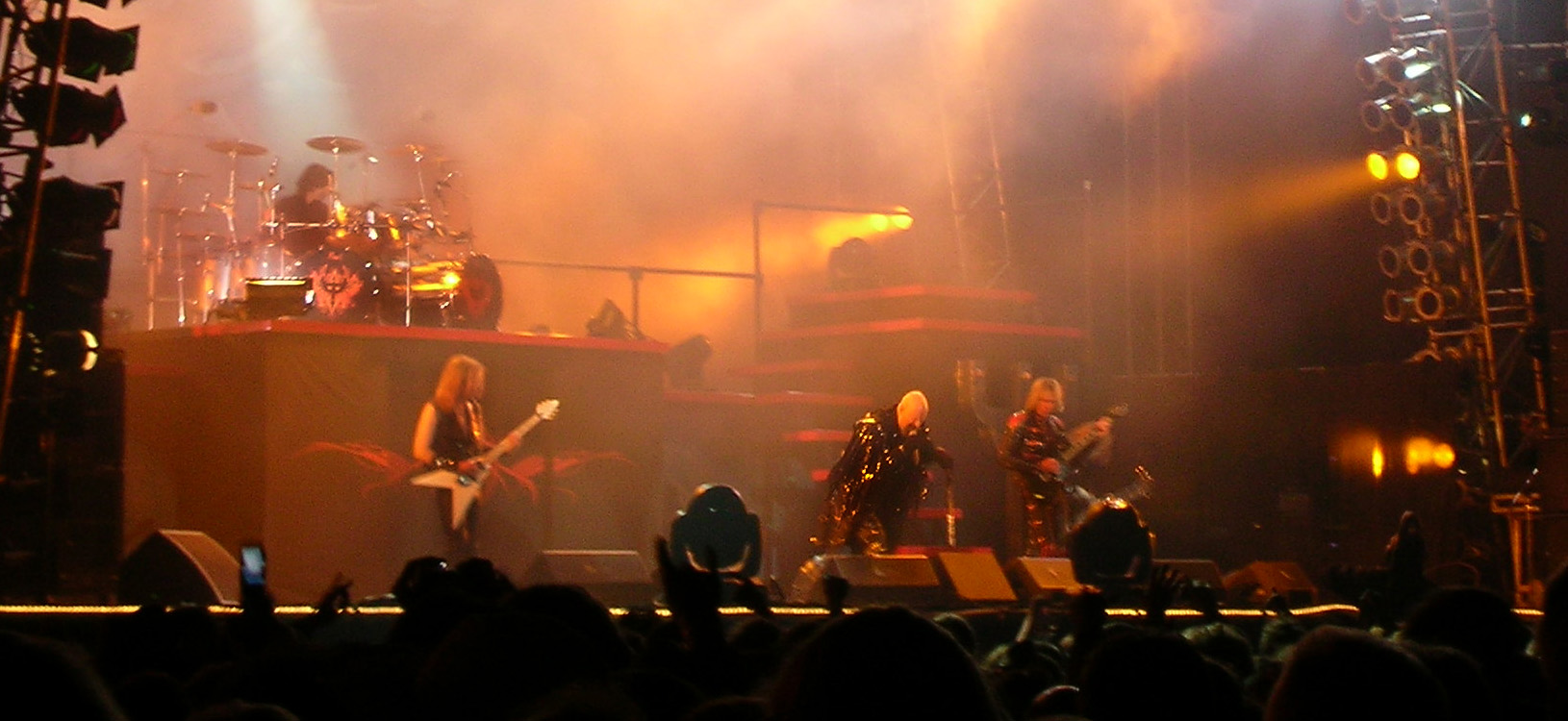
Judas Priest (2008)

Eine umstrittene Hypothese über den Ursprung des Genres bot „Chas“ Chandler, ein Manager von Jimi Hendrix, 1995 in einem Interview mit der PBS-Sendung Rock and Roll: „[heavy metal] was a term originated in a New York Times article reviewing a Jimi Hendrix performance“. In diesem Artikel soll der Autor die Musik beschrieben haben als „like listening to heavy metal falling from the sky“. Die genaue Quelle für die umstrittene These ist jedoch nicht gefunden worden.
Darüber hinaus existiert eine sehr weit verbreitete Meinung, dass der Name Heavy Metal direkt von Hard Rock abgeleitet worden ist. Der Hard Rock war zum Zeitpunkt seiner Entstehung die härteste Musikrichtung, die der Markt zu bieten hatte. Als die Rockmusik in den siebziger Jahren immer härter wurde und dabei den ursprünglichen Hard Rock (mögliche Übersetzung: „harter Stein“) noch an Härte und Aggressivität übertraf, suchte man zwecks Namensgebung für die neue Musikstilrichtung nach etwas, was im realen Leben härter als Stein wäre – und das war eben Metall.
Daher kommt laut der Musikzeitschrift Rolling Stone der Name Heavy Metal für die Musik, die härter ist als Hard Rock.
Die erste ausreichend dokumentierte Nennung für einen Musikstil findet sich anscheinend 1971 in der Maiausgabe der Zeitschrift Creem. In einem Review von Sir Lord Baltimores Kingdom Come heißt es: „Sir Lord Baltimore seems to have down pat most all the best heavy metal tricks in the book“. Die Kritiker David Marsh und Lester Bangs verwendeten den Ausdruck später immer wieder im Kontext von Bands wie Deep Purple, Led Zeppelin oder Black Sabbath und festigten seinen Gebrauch nach landläufiger Meinung. Auch wenn Musikkritiker Heavy Metal zunächst abwertend als Spottwort gebrauchten, übernahmen Anhänger der Musik den Ausdruck recht schnell, was etwa in der Selbstbezeichnung der Bands der New Wave of British Heavy Metal (NWoBHM) deutlich wird, die sich als zweite Welle dieses eigenständigen Stils verstanden. Der Begriff New Wave of British Heavy Metal wurde erstmals von Geoff Barton im britischen Musikjournal Sounds 1979 verwendet.
Im heutigen Gebrauch meint man mit der Bezeichnung Heavy Metal im strengeren Sinne oft die Bands, die im Stile der NWoBHM-Bewegung der späten 1970er und 1980er Jahre so wie Iron Maiden, Saxon und Judas Priest spielen, während die Band-Generation von Rock-Gruppen wie Led Zeppelin, Uriah Heep und Deep Purple im Rock-Journalismus oft als klassischer Hard Rock bezeichnet wird. Zur Abgrenzung gegenüber neueren Stilrichtungen des Heavy Metal wird für jene Bands gelegentlich auch statt Heavy Metal die Bezeichnung Classic Metal verwendet.